# Ràdostnaia
Ràdostnaia (en rus: Радостная) és un poble de l'óblast de Tambov, a Rússia, segons el cens del 2010 tenia 143 habitants.